# Афонский, Николай Петрович
Никола́й Петро́вич Афо́нский (1892, Киев, Киевский уезд, Киевская губерния, Российская империя—9 мая 1971, Нью-Йорк, штат Нью-Йорк, США) — священник Русской православной церкви, регент.

## Биография
Родился в 1892 году в городе Киеве Российской империи. Обучался в Киевской духовной академии.
С 1914 года — на фронте Первой мировой войны, служил в хоре 129-го пехотного Его Императорского Высочества великого князя Михаила Александровича полка.
Участвовал в Гражданской войне в России на стороне Добровольческой армии, с её частями попал в город Вюнсдорф, в Германском государстве. Там организовал церковный хор.
Служил регентом Русской православной церкви в городе Висбадене. С 1925 года — регент собора Александра Невского в Париже.
Основал Парижский митрополичий хор и руководил им свыше 20 лет. Хор участвовал в записях по приглашению Фёдора Шаляпина, гастролировал по Европе (в 1938 году), США и Канаде (в 1936-м).
В 1947 году переехал в США, с 1950 года — регент собора Святителя Николая Чудотворца в Нью-Йорке, при нём основал хор, с ним также много концертировал.
Умер 9 мая 1971 года в Нью-Йорке.